# Jaroslav Vogel
Pour les articles homonymes, voir Vogel.
Jaroslav Vogel (11 janvier 1894, Pilsen – 2 février 1970, Prague) èst un chef d'orchestre, compositeur et musicologue tchèque.

## Biographie
Le père du compositeur, Dr Karel Vogel (1856–1951) était un pianiste amateur et un organisateur de la vie musicale à Pilsen. Il a initié son fils à la musicque. En plus de ses études au lycée, Jaroslav a aussi étudié le violon avec Otakar Ševčík. Il a étudié la composition d d'abor en privé avec Vítězslav Novák et en 1918-1919 au Conservatoire de Prague.
En 1910, il part étudier à Munich à l'Akademie der Tonkunst. Là, entre autres, il a étudié le contrepoint avec son oncle Viktor Gluth, un compositeur tchéco-allemand également de Pilsen. Il a passé ensuite les deux années suivantes à Paris à la Schola Cantorum. Son professeur était le compositeur Vincent d'Indy.
De retour en Bohême, il travaille d'abord comme accompagnateur au Théâtre National de Prague et en 1914-1915 comme chef d'opérette à Pilsen. Pendant la Première Guerre mondiale, il a dû s'enrôler dans l'armée, et après la guerre, il a de nouveau postulé pour le poste d'accompagnateur au Théâtre national. Il a échoué à ce moment-là, mais a remporté immédiatement le poste de chef d'orchestre au Théâtre national de Moravie-Silésie à Ostrava.
En 1923, il retourne à Prague et pendant les trois années suivantes, il enseigne la musique, se consacre au journalisme musical et est occasionnellement invité comme chef d'orchestre avec l'Orchestre philharmonique tchèque et l'Orchestre des cheminots tchèques. Dans la saison 1926–1927, il travaille comme chef d'orchestre de l'opéra de Pilsen et jusqu'en 1943, il dirige l'opéra au Théâtre d'Ostrava. Au cours de la saison 1944-1945, il dirige l'opéra au Théâtre folklorique tchèque de Brno.
Après la Seconde Guerre mondiale, il est brièvement le chef d'orchestre de l'Orchestre symphonique de la radio tchécoslovaque à Prague et de nouveau le chef de l'opéra au Théâtre d'État d'Ostrava. Il devient le chef d'orchestre de l'opéra du Théâtre National de Prague en 1949 et y travaille jusqu'à sa retraite en 1959. En 1950–1951 et 1956–1958, il dirige l'opéra. En 1959-1962, il est à la tête de l'Orchestre philharmonique de Brno. Il est décédé en 1970 et est enterré au cimetière de Lázně Bohdaneč.
Beaucoup de ses productions d'opéra ont été enregistrées sur des disques de phonographe. Il a rédigé la première monographie complète sur la vie et l'œuvre de Leoš Janáček. 
Sa deuxième épouse, Milena Hrabáková, était une mezzo-soprano du Théâtre National de l'Opéra, et son fils de son premier mariage, Vojtěch Vogel, devint également accompagnateur et chef d'orchestre.

## Œuvres (sélection)

### Opéras
- Maréja (d'après un roman d'Antonio Beltramelli, 1922, Olomouc 1923)
- Mistr Jíra (d'après Zikmund Winter), 1924, Théâtre national, 1926
- Jovana (livret d'Alexander Roda Roda, d'après un roman de Mićun M. Pavićević)
- Hiawatha (légende musicale en 6 tableaux d'après l'épopée indienne Le Chant de Hiawatha de Henry Wadsworth Longfellow

### Mélodies
- Na hřbitově, Au cimetière (texte de Jean Moréas, 1912)
- U moře, Par la mer (texte de Victor Hugo, 1912)
- Letní idyla, Idille d'Êté (texte de Percy Bysshe Shelley, 1931)
- Arrangements de chansons folcloriques

### Autres compositions
- Trio pour pianò en sòl mineur (1913)
- Suite pour orchuèstre en ré majeur (1918)
- Dům u sedmi čertů, La maison des sept démons (ballet, 1919)
- Sonatine pour clarinette et piano (1926)
- Tri šťastné čerešně (utilizada dens le film de télévision réalisé per Vladimír Kavčiak , 1977)

### Musicologie
- Leoš Janáček. Academia, Prague, 1997,  (ISBN 80-200-0622-2)